# David Triesman, Baron Triesman

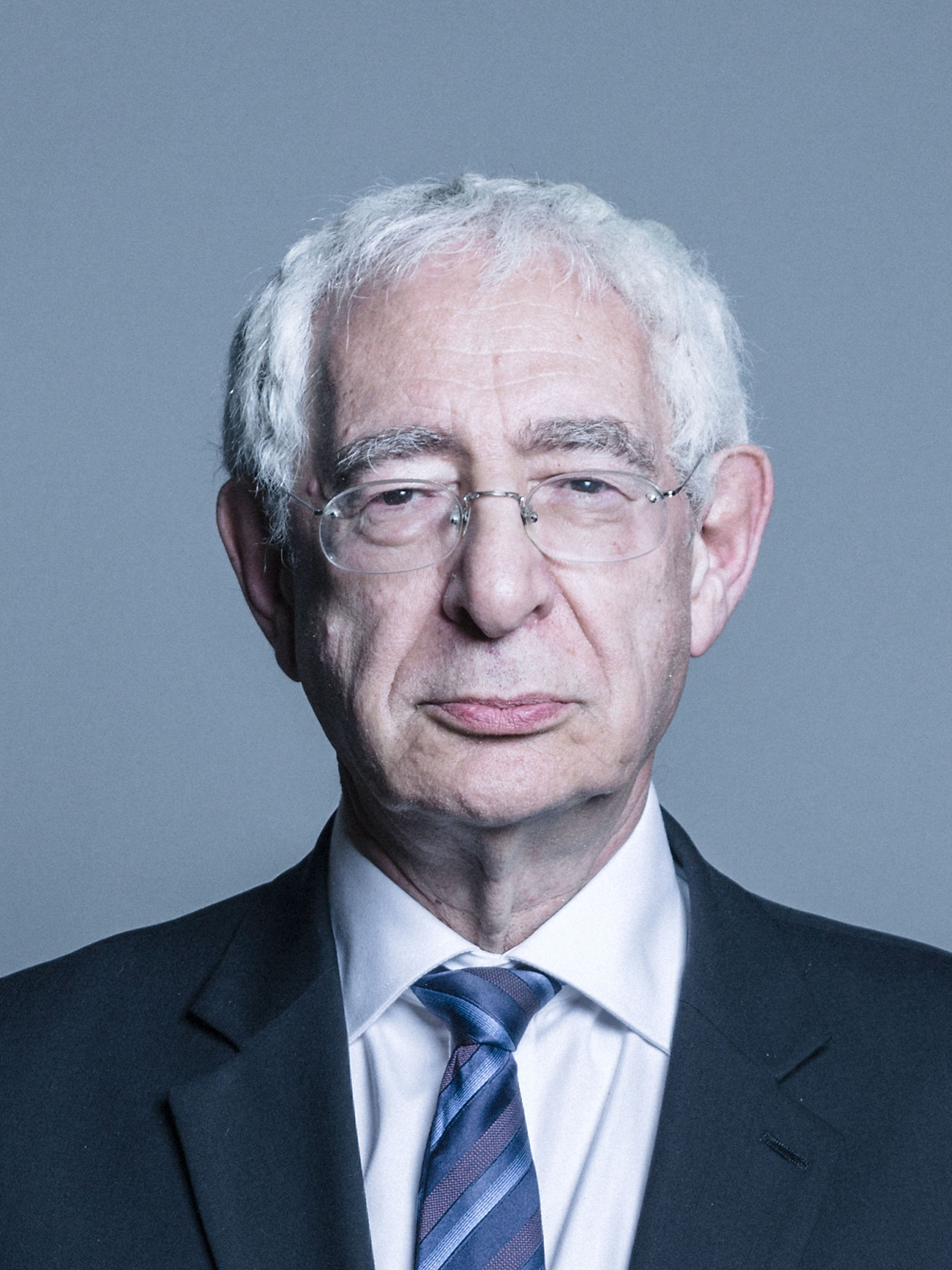
David Triesman, Baron Triesman

David Maxim Triesman, Baron Triesman (* 30. Oktober 1943 in London) ist ein britischer Politiker der Labour Party, der unter anderem auch Vorsitzender des führenden englischen Fußballverbandes The Football Association war und seit 2004 als Life Peer Mitglied des House of Lords ist.

## Leben

### Studium, berufliche Laufbahn und Gewerkschaftsfunktionär
Triesman, der von belarussisch-französischen jüdischen Eltern abstammt, absolvierte nach dem Besuch der Stationers’ Company’s School ein Studium an der University of Essex, von der er 1968 wegen Teilnahme an einer Protestkundgebung gegen einen Wissenschaftler der Rüstungsindustrie ausgeschlossen wurde. Danach setzte er sein Studium am King’s College der University of Cambridge fort.
Nachdem er bereits 1960 als Jugendlicher der Labour Party beitrat, wurde er zu dieser Zeit Mitglied der Communist Party of Great Britain, ehe er 1977 wieder der Labour Party beitrat.
Für mehrere Jahre war er als Lektor an der London South Bank University (LSBU) tätig und engagierte sich daneben als Gewerkschafter. Daneben war er von 1980 bis 1983 Mitglied des Komitees des Innenministeriums (Home Office) für die Bildung in Justizvollzugsanstalten sowie zwischen 1981 und 1986 Mitglied der Behörde für Arbeitskräfte in Greater London. 1984 wurde er hauptamtlicher Funktionär der National Association of Teachers in Further and Higher Education (NATFHE) und fungierte zwischen 1985 und 1986 als Vorsitzender des Lehrerkomitees in Burnham.
1993 wechselte Triesman als Generalsekretär zur Gewerkschaft der Hochschullehrer (Association of University Teachers, AUT) und übte diese Funktion bis 2001 aus. Zusätzlich war er von 1998 bis 1999 Mitglied einer Untersuchungskommission für höhere Bildung sowie zwischen 1999 und 2002 Mitglied des Verwaltungsrates des Ruskin College. Außerdem fungierte er von 2000 bis 2001 als Mitglied einer Arbeitsgruppe für bessere Regularien und zwischen 2000 und 2002 als Mitglied eines Kreises des Schatzamtes für die Produktivität des öffentlichen Dienstes.

### Generalsekretär der Labour Party und Oberhausmitglied
2001 wurde er als Nachfolger von Margaret McDonagh Generalsekretär der Labour Party und übte dieses Amt bis zu seiner Ablösung durch Matt Carter 2003 aus.
Am 12. Januar 2004 wurde Triesman als Life Peer mit dem Titel Baron Triesman, of Tottenham in the London Borough of Haringey, in den britischen Adelsstand erhoben und ist seitdem Mitglied des House of Lords.
Während seiner Mitgliedschaft im Oberhaus war er zunächst zwischen 2004 und 2005 Parlamentarischer Geschäftsführer (Whip) der Labour-Fraktion sowie zugleich Sprecher für Bildung, Fähigkeiten, Handel, Industrie, Verkehr und internationale Entwicklung. Zugleich trug er zwischen Juni 2004 und Mai 2005 den Titel eines Lord in Waiting to her HM Household.
Im Mai 2005 wurde Lord Triesman zum Parlamentarischen Unterstaatssekretär im Foreign and Commonwealth Office, dem Ministerium für Auswärtiges und Angelegenheiten des Commonwealth of Nations, berufen. Danach war er von Juni 2007 bis Januar 2008 Parlamentarischer Unterstaatssekretär im Ministerium für Innovation, Universitäten und Fähigkeiten und dort für geistiges Eigentum und Qualität verantwortlich.
Nach seinem Ausscheiden aus der Regierung folgte er 2008 Geoff Thompson als Vorsitzender des Fußballverbandes The Football Association. Diese Funktion übte er bis zu seiner Ablösung durch David Bernstein 2010 aus und war in diesem Amt zugleich bis 2010 für die allerdings erfolglosen Bewerbungen Englands für die Ausrichtung der Fußball-Weltmeisterschaft 2018 und 2022 zuständig.
2010 wurde Lord Triesman nach der Niederlage der Labour Party bei den Unterhauswahlen am 6. Mai 2010 Sprecher der Opposition für Unternehmen, Innovation und Fähigkeiten. Seit 2011 ist er Sprecher der Labour-Fraktion im Oberhaus für Auswärtiges und Angelegenheiten des Commonwealth of Nations.